# Bandeira do Afeganistão
A atual Bandeira Nacional do Afeganistão (em pastó: د افغانستان بیرغ; em persa: پرچم افغانستان) é a mesma bandeira usada pelo grupo Talibã. Após a queda de Cabul em 15 de agosto de 2021, e a subsequente transformação do governo para um emirado, a bandeira foi modificada para um campo branco com uma Chahada preta, se tornando a bandeira de facto do Afeganistão. Contudo, o governo exilado da República Islâmica do Afeganistão ainda utiliza a bandeira com três listras e o brasão de armas se tornando a bandeira de jure.
Desde a Terceira Guerra Anglo-Afegã, que sacramentou a independência, o país utilizou 19 bandeiras diferentes, mais do que qualquer outra nação no mesmo período.

## Simbolismo da atual bandeira
A atual bandeira do Emirado Islâmico do Afeganistão é completamente branca e apresenta uma Chahada em preto no centro. A cor branca representa "a pureza de fé e de governo" do Estado Islâmico do Afeganistão.
A bandeira difere de outras de grupos jihadistas, como Al-Qaeda ou Estado Islâmico, usando um esquema de cores inversas. É possível que o Talibã tenha se inspirado na bandeira do Califado Omíada.

## Bandeira tricolor
A bandeira do governo exilado traz as três cores recorrentes. Inseridas pela primeira vez em 1928 durante o reinado de Amanulá Cã, a bandeira tricolor tem o preto, que representa a história atribulada do país enquanto protetorado do Império Britânico; o vermelho, em alusão ao sangue derramado nas guerras de independência, em especial a Terceira Guerra Anglo-Afegã; e o verde, representando a prosperidade e a esperança no futuro. Outros entendem que o preto representaria as bandeiras anteriores; o vermelho, o progresso (inspirado pela bandeira soviética); e o verde seria uma alusão ao Islã.
A ideia de se usar três cores pode ter sido inspirada pela visita de Amanulá Cã à Europa. A bandeira de três faixas horizontais, como na primeira bandeira tricolor afegã, era usada pela Alemanha na República de Weimar.
Com exceção da bandeira de 1978, durante a transição para a República Democrática do Afeganistão, todas as versões tricolores trazem uma mesquita, inserida pela primeira vez na bandeira de 1901, e fardos de trigo, que apareceram pela primeira vez em 1928.

## Outras bandeiras usadas pelo Afeganistão
- Antes do século XX, a bandeira do Afeganistão era totalmente preta.
- Entre 1978 e 1980, na época da República Democrática do Afeganistão, era usada uma bandeira vermelha com o símbolo tradicional (então com uma estrela e uns escritos no centro) no canto superior à tralha.
- A bandeira do Afeganistão foi a bandeira nacional que sofreu mais alterações ao seu design ao longo do século XX.

| Anos de uso   | Bandeira                                   | Proporção | Governo                                           | Notas |
| ------------- | ------------------------------------------ | --------- | ------------------------------------------------- | --- |
| 1709-1738     |                                            | 2:3       | Império Hotaki                                    | |
| 1747-1842     |                                            | 2:3       | Império Durrani                                   | Usada sob o reinado de Ahmad Shah Durrani e sua dinastia. |
| 1826-1880     | Sem bandeira oficial durante este período. |           | Emirado do Afeganistão                            | Até 1880 a Dinastia Barakzai não usou nenhuma bandeira associada aos Durranis ou outra bandeira oficial alternativa. |
| 1880-1901     |                                            | 2:3       | Emirado do Afeganistão                            | Bandeira usada durante o reinado de Abderramão Cã. |
| 1901-1919     |                                            | 3:5       | Emirado do Afeganistão                            | Bandeira de Estado e de guerra usada por Habibulá Cã. Habidulá adicionou na bandeira de seu pai um emblema que deu origem ao emblema atual. |
| 1919-1926/29  |                                            | 2:3       | Emirado do Afeganistão                            | Primeira bandeira sob o reinado do Rei Amanulá Cã. Ele expandiu a bandeira de seu pai colocando em volta raios que emanam do emblema e formam um octagrama. Este tipo de emblema foi comum durante o Império Otomano. O Afeganistão transformou-se em monarquia em 1926. |
| 1926-1928     |                                            | 2:3       | Reino do Afeganistão                              | Segunda bandeira sob o reinado de Amanulá Cã. Ele substituiu o octagrama por uma coroa de flores e o emblema nacional um pouco modificado. |
| 1928          |                                            | 3:5       | Reino do Afeganistão                              | Terceira bandeira sob o reinado de Amanulá Cã. A tricolor negra, vermelha e verde, respectivamente representam o passado (primeiras bandeiras), o sangue derramado pela independência (Terceira Guerra Anglo-Afegã), e a esperança para o futuro, provavelmente criada após visita de Cã à Europa em 1927. |
| 1928-1929     |                                            | 2:3       | Reino do Afeganistão                              | Quarta bandeira sob o reinado de Amanulá Cã. O novo emblema mostra o Sol surgindo entre duas montanhas nevadas, representando um novo começo do reino. |
| 1929          |                                            | 2:3       | Reino do Afeganistão                              | Bandeira usada sob o reinado de Habibulá Calacani ou Bacha-i-Saqao. A tricolor vermelha, o negra e o branca, era a mesma bandeira usada durante a ocupação do Império Mongol no século XIII. |
| 1929-1930     |                                            | 2:3       | Reino do Afeganistão                              | Bandeira usada sob o reinado de Mohammed Nadir Shah. O negro, vermelho e o verde foram restabelecidos e o emblema da primeira bandeira do Rei Amanullah colocado em substituição ao emblema do sol e das montanhas anterior. |
| 1930-1973     |                                            | 2:3       | Reino do Afeganistão                              | Segunda bandeira usada sob o reinado de Mohammed Nadir Shah. Ela foi usada também por seu filho Mohammed Zahir Xá. A tricolor negra, vermelha e verde foi mantida. Os raios do octagrama foram removidos e o emblema foi alargado. Entre a mesquita e o selo foi adicionado o ano ١٣٤٨ (1348 no calendário lunar islâmico, ou 1929 no calendário gregoriano) o ano do início da Dinastia de Mohammed Nadir Shah. |
| 1973-1974     |                                            | 2:3       | República do Afeganistão                          | Primeira bandeira da República do Afeganistão, semelhante a anterior com exceção do ano ١٣٤٨ que foi removido. |
| 1974-1978     |                                            | 2:3       | República do Afeganistão                          | Segunda bandeira usada pela República do Afeganistão. As mesmas cores foram usadas mas com disposição diferente e reinterpretação dos significados: o negro do passado obscuro, o vermelho do sangue derramado pela independência e o verde para a prosperidade da agricultura. No cantão um novo selo, uma águia com asas abertas, um mimbar no peito da águia (como uma mesquita), trigos em volta da águia, e o raios do Sol acima da águia (para a nova república). |
| 1978          |                                            | 2:3       | República Democrática do Afeganistão              | Quando o líder da república foi assassinado em um golpe, o novo regime, com assistência da União Soviética, estabeleceu um estado socialista secular. Durante um breve período de tempo, durante a transição, o mesmo design de bandeira foi mantido como na anterior mas com uma exceção sem o selo. |
| 1978-1980     |                                            | 1:2       | República Democrática do Afeganistão              | A bandeira com campo vermelho e um selo em amarelo no cantão, muito comum no estados socialista do século XX. A coroa de trigo permaneceu, mas uma estrela foi adicionada (representando os cinco grupos étnicos da nação) e a palavra Khalq em árabe (significando pessoas) no centro. Esta bandeira também foi usada pelo Partido Democrático do Povo do Afeganistão facção sob a liderança do Presidente Nur Mohammad Taraki até a sua morte em setembro de 1979. |
| 1980-1987     |                                            | 1:2       | República Democrática do Afeganistão              | Após a derrubada da facção Khalq pela facção Parcham, a bandeira foi mudada novamente. A derrubada ocorreu em dezembro de 1979. A nova liderança restabeleceu a tricolor negra, vermelha e verde, representando o passado, o sangue derramado pela independência, e a fé Islâmica, respectivamente. Um novo selo foi desenvolvido, com um Sol nascendo (uma referência ao antigo nome Corasão, que significa "Terra do Sol Nascente"), um púlpito e um livro (considerado ao Manifesto Comunista ou O Capital por Karl Marx), arcos com as cores nacionais, uma roda dentada para a indústria, e uma Estrela Vermelha para o comunismo.                                                       |
| 1987-1992     |                                            | 1:2       | República do Afeganistão                          | Parecida com a anterior, menos no selo que foi alterado. Agora a roda dentada foi movida do topo para baixo, a Estrela Vermelha e o livro foram removidos, e o campo verde do selo foi curvado para se parecer com um horizonte. |
| 1992          |                                            | 1:2       | Estado Islâmico do Afeganistão                    | Esta bandeira foi usada provisoriamente após a queda do regime pro-Soviético. Ela apareceu em muitas variantes, dos quais uma é mostrada aqui. Na parte superior lê-se a palavra em árabe Allahu Akbar, ("Deus é grande"), na faixa central está a Chahada. |
| 1992-2001     |                                            | 1:2       | Estado Islâmico do Afeganistão / Aliança do Norte | O negro e o verde foi mantido da bandeira anterior. Também o Chahada está escrito como um logotipo. Esta bandeira, pela primeira vez desde 1928, substituiu a cor vermelha do nacionalismo e tribalismo com as três cores verde, branco e negro, que foram hasteadas pelos muçulmanos do passado. Na parte inferior do logotipo está escrito "دا افغانستان اسلامی دولت", Estado Islâmico do Afeganistão. |
| 1996-1997     |                                            | 2:3       | Emirado Islâmico do Afeganistão                   | Uma simples bandeira branca hasteado pelo Talibã. |
| 1997-2001     |                                            | 2:3       | Emirado Islâmico do Afeganistão                   | Em 1997 o Talibã adicionou a Chahada na bandeira. د افغانستان اسلامي امارات |
| 2001-2002     |                                            | 1:2       | Administração Interina Afegã                      | |
| 2002-2004     |                                            | 1:2       | Administração Transitória Afegã                   | Esta bandeira consiste em três faixas verticais nas cores negro, vermelho e verde. Estas cores estão presentes na maioria das bandeiras do Afeganistão, entre os anos de 1920 e 1990. O emblema central é o clássico emblema do Afeganistão com a mesquita com seu mirabe voltado para Meca. Esta bandeira é similar a uma bandeira Afegã usada durante a monarquia entre 1930 e 1973. A diferença e que na parte de cima do brasão de armas foi adicionado a Chahada. E ela mostra agora o ano ١۲۹٨ (1298), no Calendário Solar Hijri corresponde ao ano de 1919 do Calendário Gregoriano, o ano de independência da Grã Bretanha. Houve uma variação não oficial com o emblema na cor ouro. |
| 2004-2013     |                                            | 2:3       | República Islâmica do Afeganistão                 | |
| 2013-2021     |                                            | 2:3       | República Islâmica do Afeganistão                 | Similar a anterior mas com proporção maior, a frase "دا افغانستان اسلامی دولت" Estado Islâmico do Afeganistão foi substituída para simplesmente "افغانستان" Afeganistão. |
| 2021-presente |                                            | 2:3       | Emirado Islâmico do Afeganistão                   | Tornou-se a bandeira nacional após a "Queda de Cabul" para o grupo extremista Talibã |